# شعيرية متحركة
شعيرية متحركة (الاسم العلمي: Leptothrix mobilis) هي نوع من البكتيريا، سلبية الغرام، تتبع الشعيريات (جرثومات).